# Jean Brachet
Jean Louis Auguste Brachet (19 de marzo de 1909 - 10 de agosto de 1988) fue un bioquímico belga que hizo una contribución clave para comprender el papel del ARN .

## Vida
Brachet nació en Etterbeek cerca de Bruselas en Bélgica , hijo de Albert Brachet FRS, embriólogo.
Fue educado en L'Ecole Alsacienne en París, luego estudió medicina en la Université Libre de Bruxelles y se graduó en 1934. Luego trabajó en la Universidad de Cambridge y en la Universidad de Princeton y en varios institutos de investigación biológica marina. Brachet fue nombrado profesor de morfología animal y biología general en la Université Libre de Bruxelles y director de investigación del Laboratorio Internacional de Genética y Biofísica en Nápoles.
En 1933, Brachet pudo demostrar que el ADN se encontraba en los cromosomas y que el ARN estaba presente en el citoplasma de todas las células His work with Torbjörn Oskar. Su trabajo con Torbjörn Caspersson mostró que el ARN juega un papel activo en la síntesis de proteínas. Brachet también realizó un trabajo pionero en el campo de la diferenciación celular. Brachet demostró que la diferenciación está precedida por la formación de nuevos ribosomas y acompañada por la liberación del núcleo de una ola de nuevo ARN mensajero.
En 1934 se casó con Francoise de Baray.
En 1948 Jean Brachet recibió el Premio Francqui de Ciencias Biológicas y Médicas.

## Publicaciones
- Embryologie Chimique (1944)
- Citología biológica (1957)
- Introducción a la embriología molecular (1957)
- Citología molecular (2 vols.) (1985)